# Raphionacme ernstiana
Raphionacme ernstiana är en oleanderväxtart som beskrevs av Meve. Raphionacme ernstiana ingår i släktet Raphionacme och familjen oleanderväxter. Inga underarter finns listade i Catalogue of Life.